# ラカハンガ・マニヒキ語
ラカハンガ・マニヒキ語（ラカハンガ・マニヒキご）はオーストロネシア語族ポリネシア諸語東ポリネシア諸語タヒチ諸語に属する言語である。クック諸島のラカハンガ環礁とマニヒキ環礁で話されている。ニュージーランドやオーストラリアにも話者が存在している。